# King plate

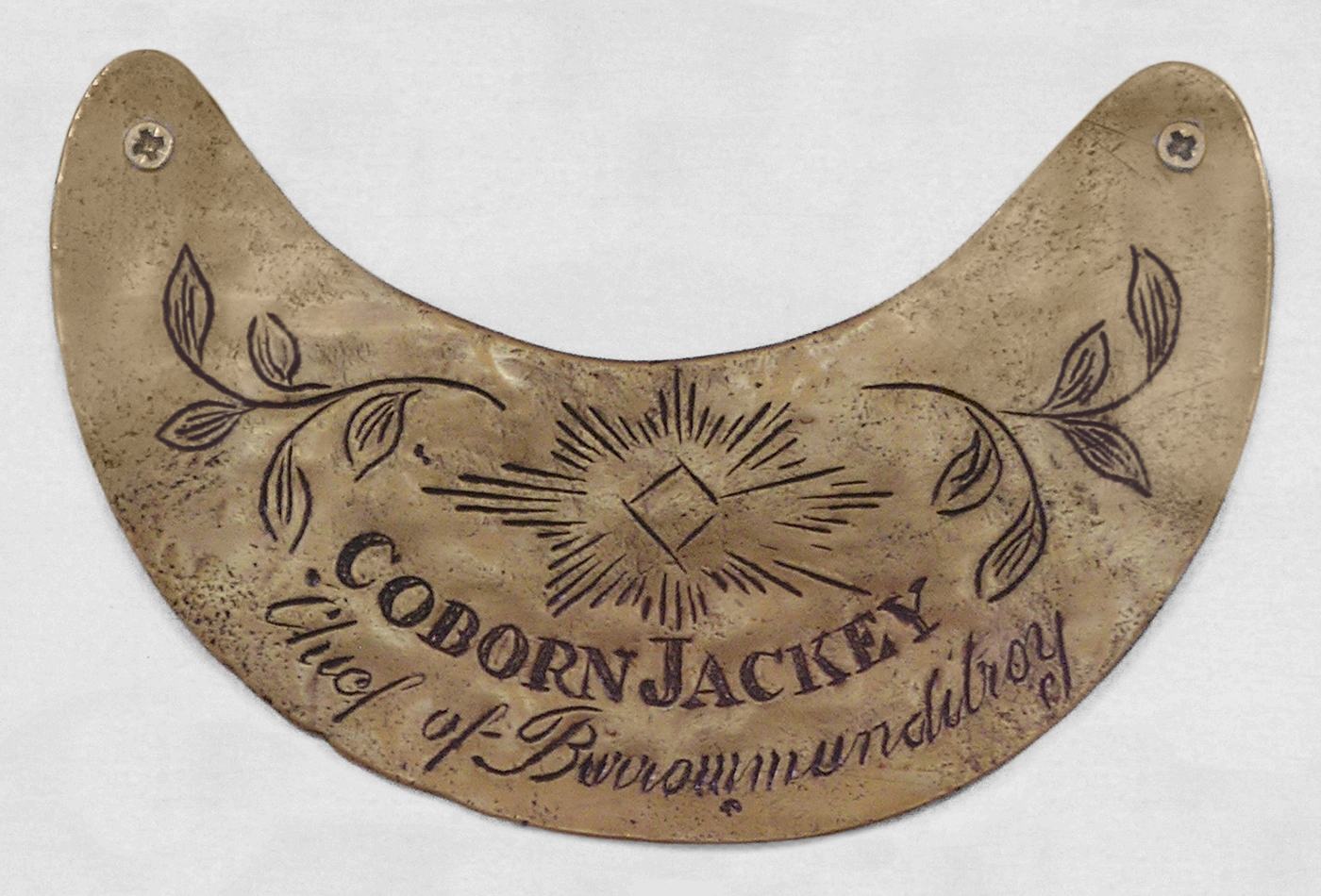
King plate von Coborn Jackey aus dem Museum von Young.

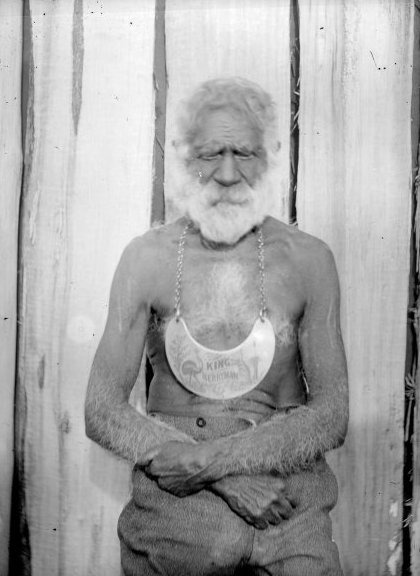
Umbarra mit King plate, auch als King Merriman bekannt.

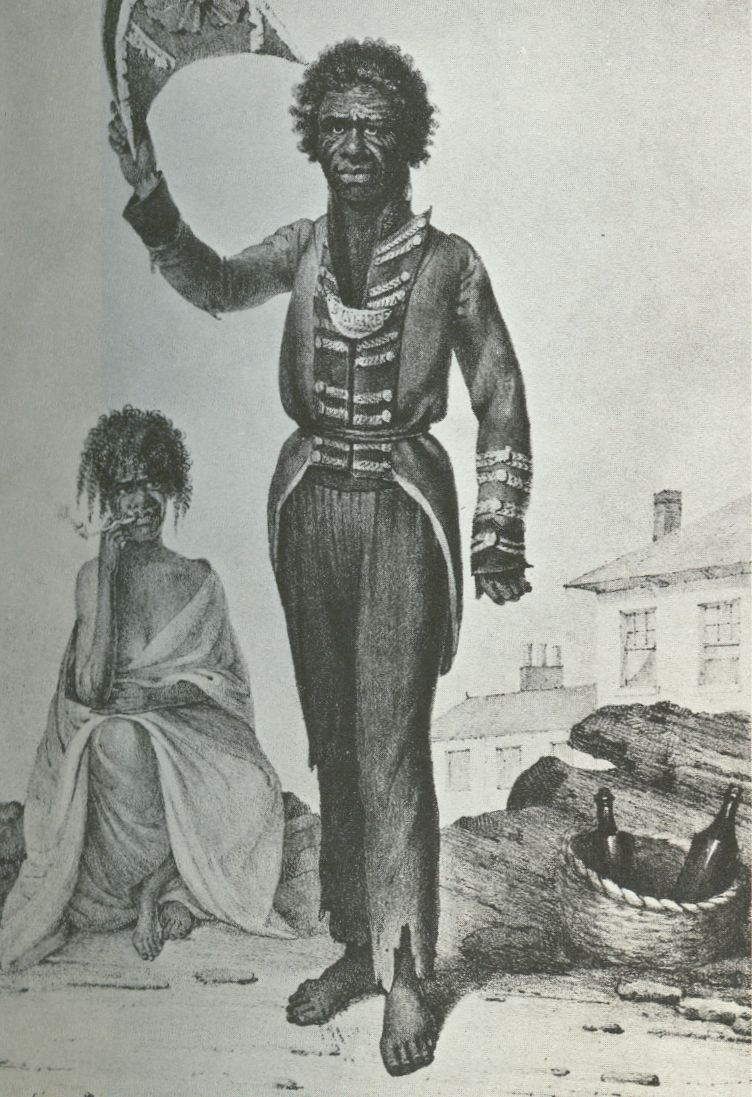
Bungaree mit King plate

Eine King plate (Königsplakette), auch Breast plate (Brustplakette) genannt, ist eine Insigne (Hoheitszeichen), das in Australien in der Zeit der europäischen Kolonisation an Elders (Älteste) der Aborigines verliehen wurde, um sie als lokale Führer hervorzuheben. Die King plates waren metallene mondsichelförmige Platten, die von bedeutenden Aborigines um den Hals an einer Halskette getragen wurden.

## Bedeutung
Die Aborigines ernannten oder wählten traditionell keine Könige oder Stammesführer. Sie lebten in kleinen Clan-Gruppen mit elders (älteren Weisen), mit einem elder-Mann und möglicherweise einer elder-Frau, die sich bei Entscheidungen gegenseitig konsultierten. Durch die Ernennung zum König des Volksstamms und mit der Verleihung der King plates wendete sich die britische Kolonialmacht gegen den Kern der traditionellen Gesellschaftsstruktur der Aborigines. Ein elder, der die Stammesführer-Funktion innehatte, wurde nicht gewählt, sondern wurde dies durch Wissen um die Traumzeit, durch Alter, Erfahrung und Weisheit. Er wurde Stammesführer durch gesellschaftliche Anerkennung.
Die Verleihung von King plates wurden erstmals vom Gouverneur Lachlan Macquarie von New South Wales um das Jahr 1815 durchgeführt. In der 'Native Institution' von Macquarie in Parramatta lautet seine Weisung: „That the Natives should be divided into District Tribes and that each Tribe should elect its own chief, who the Governor will distinguish by some honorary badge.“ (Deutsch: Die Ureinwohner sollen in Gebietsstämme aufgeteilt und jeder Stamm sollte seinen eigenen Führer wählen, den der Gouverneur durch eine Ehrenplakette hervorhebt.)
Seine Weisung diese Auszeichnung zu verleihen, kann auch als Kontrollinstrument, als Diktum Stammesführer nicht mehr entsprechend der Stammesregeln zu bestimmen, sondern zu wählen und seinem Einfluss zu unterwerfen, aufgefasst werden. Demzufolge konnte Stammesführer nur der Träger der Plakette sein, die er vom Gouverneur verliehen bekam und nicht mehr durch die gesellschaftlichen Regeln des Aborigines-Stamms.

## Geschichte
Im 19. Jahrhundert waren King plates in zahlreichen Aborigines-Gemeinschaften in verschiedenen australischen Staaten an hoch angesehene Aborigines vergeben worden. Es wird unterstellt, dass die King plates auch von Frauen getragen wurden. Einen Beweis hierfür gibt es nicht. Dennoch wurden die Frauen oft „Queen“ genannt, die gewöhnlich elder-Frauen in ihrem Stamm oder einer Verwandtschaftsgruppe waren. Ein Beispiel hierfür ist Gooseberry, die Frau von Bungaree, die den Namen „Queen“ annahm.
Es gibt Vermutungen, dass das Vorzeigen oder Nicht-Vorzeigen der King plates auch hilfreich war, um dem Gegenüber zu zeigen wie hoch angesehen oder wie respektiert man bei der weißen australischen Gemeinschaft ist.
Die Plaketten waren viel weniger wertvoll als die Kronjuwelen europäischer Monarchen. Das Material bestand aus industriellem Metall wie Messing oder Eisen, optisch nah an Gold und Silber und manchen King plates-Träger sprach dies an. Eine typische Inschrift war der Name des Trägers im oberen Plattenteil mit dem Titel „King of ...“ oder „Chief of ...“ darunter, teilweise versehen mit dem Jahr der Übergabe. Über einige Träger der King Plate wird gesagt, dass sie den königlichen Seehund von Queen Victoria an beliebiger Stelle auf der Platte eingraviert haben, um dem Ganzen eine besondere Prestige-Note zu geben.
Die Praxis, sich mit den King plates zu präsentieren, ließ in den nachföderalen Jahren in Australien nach und wurde ab gegen Ende der 1930er Jahre nicht mehr festgestellt.

## Träger einer King plate
Macquarie verlieh Bungaree 1815 das erste Ehrenzeichen und danach 1816 Nurragingy das zweite.
Einiges über die Träger der King plates ist erforscht, dennoch ist vieles unbekannt. Nachfolgend werden einige Informationen über bekannte King plate-Träger gegeben:
- Jagar - King of Barron war ein elder der Aborigine-Yirriganydji aus Nord-Queensland. Er ist mit einer King plate im Jahre 1898 abgebildet.[4] Seine Plakette war jahrelang verschollen und wurde 60 Jahre nachdem sie in einem Kartenspiel von einem US-amerikanischen Soldaten im Zweiten Weltkrieg gewonnen wurde, im Jahre 2006 wieder zurückgegeben.[5][6]

- Bilin Bilin - King of Logan und Pimpama war bekannt dafür, dass er sich in dem Gebiet der heutigen Logan City in Queensland aufhielt. Er präsentierte seine King plate im Jahre 1875. Er war der Führer der Yugambeh-Aborigines von der Mitte des 19. Jahrhunderts bis in die frühen Jahre des 20. Jahrhunderts. Er war sowohl bei den Aborigines als auch bei den europäischen Siedlern sehr angesehen.[7]

- Minnippi - King of Tingalpa war eine Zeitlang der Kompagnon von Bilin Bilin, der auf einer Rückreise von Brisbane starb. Er ist beerdigt in der Nähe der Vorstadt Waterford West. Der genaue Ort ist unbekannt.

- Billy - King of the Albert war ein Aborigine-Führer im Süden von Queensland. Es ist wenig über seine historische Identität bekannt, obwohl er ein Zeitgenosse von Bilin Bilin und Minnippi war und einen bedeutenden Anteil an der Aborigines-Geschichte der Gold Coast hatte.

- Bungaree - Chief of the Broken Bay Trib, King of Port Jackson und King of the Blacks war ein Aborigineführer im Gebiet der Broken Bay und der erste Aborigine, der den gesamten australischen Kontinent mit Matthew Flinders auf der HMS Investigator umsegelte.

- Coburn Jackey - Chief of Burrowmunditroy war ein Aborigine des Wiradjuri-Volks in New South Wales. Seine King plate wurde von James White gesehen, einem der ersten europäischen Siedler in dieser Region. Beide Männer waren gute Freunde und Jackey half White bei seiner Aufbauarbeit; sie halfen sich auch gegenseitig und verbrachten viel Zeit miteinander.

- Umbarra - King of Bermagui, auch als King Merriman bekannt, war ein „elder“ der Yuin in der Bermagui-Region in New South Wales. Über ihn wird berichtet, dass er mittels einer schwarzen Ente in die Zukunft blicken konnte.

- Warrandy - King of Geraldton, auch „King Billy“ genannt, war einer der Aborigine-Führer von Western Australia, der seine King plate präsentierte.

- Nobby hatte keine King plate, aber er wurde von einem weißen Australier, der bei Bundaberg lebte, als King of the Blacks in this district beschrieben.[8]

- Brady, war ein Aborigine, der sich mit einer King plate präsentierte. Er starb in der Bribie Island Mission Station im Jahre 1892 und wurde am Strand bei der Mission beerdigt.[8]

## Abbildungen von King plates
- King plate von Tallboy, King of Moorabie (ca. 1865)
- breast plates - Aboriginal
- Mickey Johnson, King of Illawrra
- King Brown, Woolumba und Tommy, King of Noosa